# Ђорђе Ђукић (академик)
Ђорђе Ђукић (Нови Сад, 20. фебруар 1943 — Нови Сад, 9. фебруар 2019) био је српски физичар, дописни члан Одељења техничких наука САНУ од 1994. године, а њен редовни члан од 2003. године.

## Живот и каријера
Дипломирао је на Машинском факултету у Београду, а магистрирао и докторирао 1971. године на Природно-математичком факултету у Београду.
На Машинском факултету у Новом Саду радио је од 1967. године као асистент, доцент и ванредни професор. Године 1983. изабран је за редовног професора на групи предмета Механика, на Факултету техничких наука Универзитета у Новом Саду.

## Дело
Област научног рада професора Ђукића била је аналитичка механика и варијациони принципи механике.
У оквиру богатог истраживачког рада, објавио око 100 научних радова у домаћим и страним часописима од међународног значаја.
Оодржао је и бројна предавања по позиву на водећим универзитетима у Великој Британији, Италији и Сједињеним Америчким Државама.
Био је активни сарадник Одељења за механику Математичког института САНУ и главни и одговорни уредник часописа „Теоријска и примењена механика" у издању Југословенског друштва за механику.
Преминуо је 9. фебруара 2019. године, у 76. години, према саопштењу Српске академије наука и уметности (САНУ).

### Признања
Године 1983. награђен је Октобарском наградом Новог Сада за достигнућа у науци.